# Carbone (Italia)
Carbone (Carvùnə in dialetto lucano) è un comune italiano di 489 abitanti della provincia di Potenza in Basilicata.

## Geografia fisica
Sorge a 690 m s.l.m. nel cuore del Parco nazionale del Pollino sulla sponda sinistra del torrente Serrapotamo, nella parte meridionale della provincia.
Confina con i comuni di: Calvera (8 km), Teana (10 km), Fardella (14 km), Episcopia (15 km), Castelsaraceno (19 km), Latronico (24 km) e San Chirico Raparo (29 km).
Oltre al Serrapotamo, sono presenti alcuni suoi affluenti come il torrente Vallone e la fiumara Maltempo.

## Storia
Il paese sorge nel medioevo attorno all'antico monastero basiliano detto di Sant'Elia fondato, secondo la tradizione, da san Luca abate intorno all'anno Mille: risale infatti all'anno 1041 il primo documento noto sul monastero in cui si insediarono i monaci bizantini provenienti dall'Oriente attraverso la Sicilia. Già nel 1167 l'abbazia dei Santi Elia ed Anastasio costituiva il baricentro del sistema basiliano dell'Italia meridionale alla guida dell'abate Bartolomeo. Nel XVII secolo il monastero fu affidato al cardinale Giovanni Battista Pamphilj (nel 1644 eletto come papa Innocenzo X). Fino al 1716 il monastero e la comunità carbonese furono ufficialmente nullius diocesis ("di nessuna diocesi"), dipendenti direttamente dalla Santa Sede di Roma; l'abbazia rimase attiva fino al 1809.
Il comune salì alla ribalta regionale una prima volta nel 1806, con l'incendio da parte dei francesi, e poi, soprattutto, diventa tristemente famoso nel 1860 allorquando, al momento del plebiscito nazionale, si ribella e vengono bruciate le urne per il voto.
Tale ribellione nel febbraio dell'anno successivo costa la fucilazione di alcuni giovani, accusati ingiustamente di essere renitenti alla leva e perciò condannati a morte, senza alcun regolare processo.

### Simboli
Lo stemma e il gonfalone del comune di Carbone sono stati concessi con decreto del presidente della Repubblica del 24 maggio 2005.
(D.P.R. 24 maggio 2005)
Il gonfalone è un drappo di bianco.

## Monumenti e luoghi d'interesse

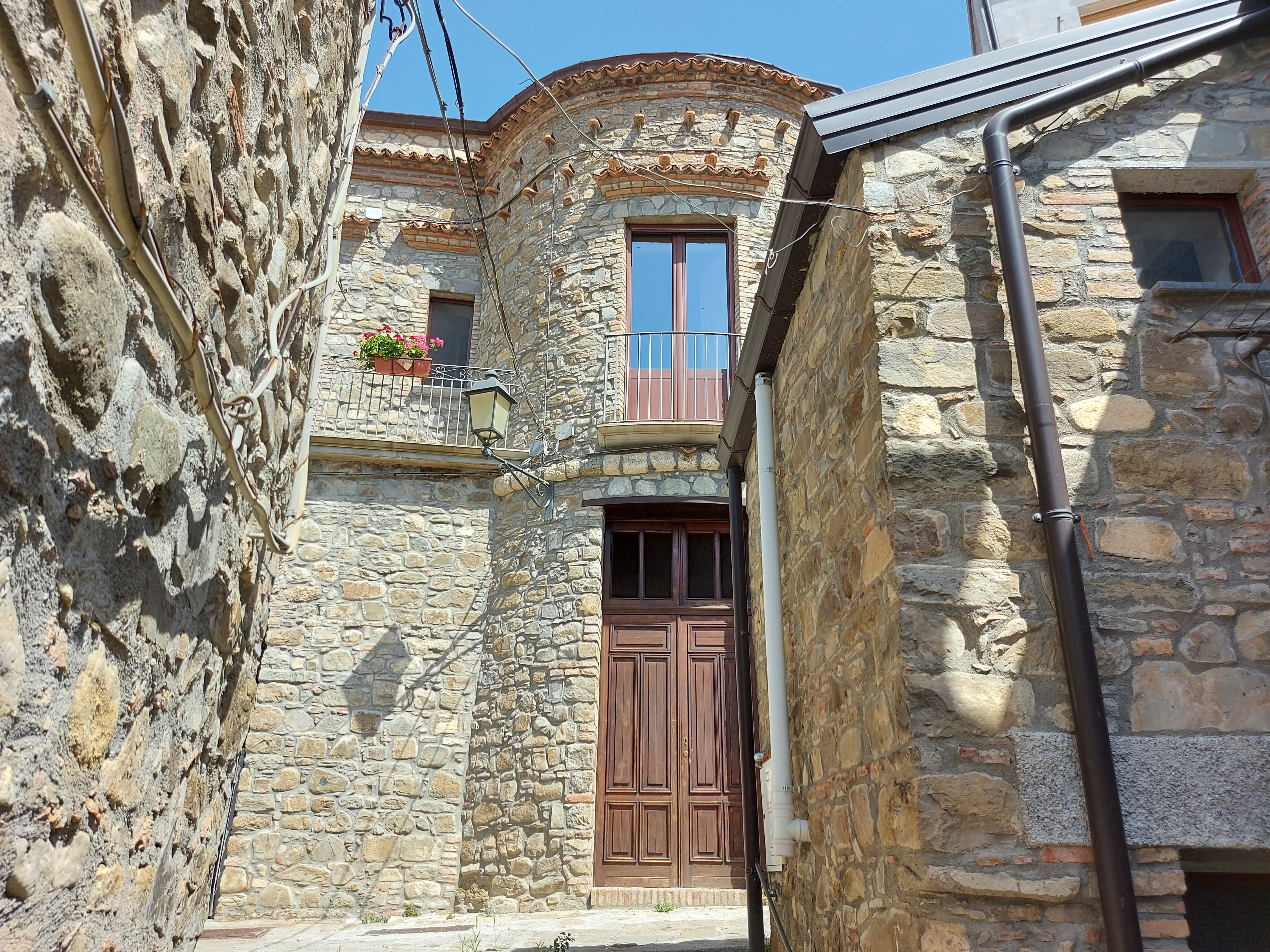
Carbone (PZ)

### Architetture religiose
Nella parrocchiale di San Luca del secolo XVI (il porticato di colonne doriche è stato aggiunto nel 1932 ci sono sculture lignee risalenti al secolo XVIII ed un dipinto ad olio del XVI secolo rappresentante la natività.
A Carbone si trovano anche, la chiesa di San Francesco (ex-conventuale che conserva anch'essa sculture lignee), la chiesa Madonna degli Angeli, la cappella dei Fraticelli e la cappella della Madonna del soccorso.

### Aree naturali
Caratteristico è il Bosco Vaccarizzo, sito di importanza comunitaria esteso per circa 300 ettari all'interno del Parco nazionale del Pollino, caratterizzato dalla presenza di faggio, abete bianco, ontano napoletano, acero campestre, cerro, roverella agrifoglio e diverse erbacee ed arbustive tra cui geranio striato (Geranium versicolor), Cyclamen hederifolium, Galium odoratum, Lunula selvatica. Al centro del bosco sorge una grande fontana e si può trascorrere un po' di tempo immersi nel creato per sentirsi lontani dal mondo. Durante il mese di agosto molte persone vi passano la giornata per fare una scampagnata e un picnic.

## Società

### Evoluzione demografica
Abitanti censiti

## Amministrazione
| Periodo           | Periodo           | Primo cittadino      | Partito                           | Carica                  | Note          |
| ----------------- | ----------------- | -------------------- | --------------------------------- | ----------------------- | ------------- |
| 12 giugno 1985    | 16 giugno 1990    | Biagio Iorio         | DC                                | Sindaco                 |               |
| 16 giugno 1990    | 24 aprile 1995    | Antonio Castronuovo  | PCI - PDS                         | Sindaco                 |               |
| 24 aprile 1995    | 17 aprile 2000    | Biagio Iorio         | Centro-destra                     | Sindaco                 |               |
| 17 aprile 2000    | 5 aprile 2005     | Nicola Consiglio     | Lista Civica                      | Sindaco                 |               |
| 5 aprile 2005     | 30 marzo 2010     | Mario Chiorazzo      | Lista Civica                      | Sindaco                 |               |
| 30 marzo 2010     | 1 giugno 2015     | Mario Chiorazzo      | Lista Civica "Camminiamo insieme" | Sindaco                 |               |
| 1 giugno 2015     | 21 settembre 2020 | Mario Chiorazzo      | Lista Civica "Camminiamo insieme" | Sindaco                 |               |
| 21 settembre 2020 | 22 settembre 2020 | Vincenzo Scavello    | Lista Civica                      | Sindaco                 | [ 10 ] [ 11 ] |
| 24 settembre 2020 | 4 ottobre 2021    | Michele Santarsiero  |                                   | commissario prefettizio |               |
| 4 ottobre 2021    | in carica         | Mariano Mastropietro | Lista Civica "Radici future"      | Sindaco                 |               |